# Mads Pieler Kolding
Mads Pieler Kolding (født 27. januar 1988) er en dansk badmintonspiller, der har specialiseret sig i doubler. Han vandt guldmedaljen ved det europæisk mesterskab i 2016 i herrenes dobbeltarrangement i samarbejde med Mads Conrad-Petersen. Han var også en del af det danske landshold, der vandt Thomas Cup 2016.